# مارك إدموندسون (لاعب دوري الرغبي)
مارك إدموندسون (بالإنجليزية: Mark Edmondson)‏ هو لاعب دوري الرغبي أسترالي، ولد في 3 نوفمبر 1979 في لانكستر في المملكة المتحدة.